# 11e armée (Union soviétique)
Pour les articles homonymes, voir 11e armée.
La 11e armée était une unité de l'armée rouge durant la Grande Guerre patriotique.

## Historique opérationnel
L'armée du nord du Caucase est renommée 11e armée le 3 octobre 1918, elle constitue l'armée principale de la République russe dans la région pendant la guerre civile russe. Pendant la guerre civile russe, la 11e armée combat contre les troupes blanches de l'armée des volontaires du général Anton Dénikine dans la partie occidentale du nord du Caucase. C'est la force principale du groupe de l'armée caspienne-caucasienne. En janvier 1919, l'armée blanche coupe la 11e armée rouge en deux.
Le 27 avril 1920, la 11e armée prend Bakou. Les bolcheviks établissent la République démocratique d'Azerbaïdjan en tant que république soviétique en mai 1920. C'était le premier pays du Caucase du Sud dont les bolcheviks ont pris le contrôle. Profitant de ses querelles avec l'Arménie avoisinante, la 11e armée a eu peu de difficulté à se diriger vers l'Azerbaïdjan. Bien qu'il ait été bientôt impliqué dans une insurrection antisoviétique, l'armée est restée en Arménie et en Géorgie et forme en 1921 l'armée indépendante du Caucase.
En 1939, la 11e armée (2e formation) est formée dans le district militaire spécial de Biélorussie (en) de l'ancien groupe d'armée de Minsk. Elle prend part à l'invasion soviétique de la Pologne en 1939. En été 1940, il fait partie du district militaire balte. 
Quand les Allemands envahissent la Russie en juin 1941, la 11e armée comprend le 16e corps de fusiliers (qui comprend les 5e (ru), 33e (ru) et 188e divisions de fusiliers) et le 29e corps de fusiliers (179e et 184e (ru) divisions de fusiliers) et le 3e corps mécanisé (640 tanks), les 126e (ru) et 128e divisions de fusiliers, la 42e région fortifiée de Siauliai et la 46e Région fortifiée de Telsiai. Elle participe à des opérations militaires sur le front nord-ouest à l'ouest et au sud-ouest de Kaunas et de Vilnius.
Le 9 juillet 1941, elle commande les 41e et 22e corps d'armée et le 1er corps mécanisé. Le 1er septembre 1941, sa structure comprend les 180e, 182e, 183e, 202e (en) et 254e divisions de fusiliers, 21e régiment de fusiliers motorisés, 9e brigade d'artillerie anti-tank, 614e régiment d'artillerie de corps, 698e régiment d'artillerie anti-tank, 87e et 110e divisions de chars, la 7e division de l'aviation mixte. En 1942 et 1943, il participé à des attaques contre la Wehrmacht près de Solzy et Staraïa Roussa et dans des opérations autour de Demiansk. En été et en automne 1943, il fait partie du front occidental. En juillet 1943, l'armée comprend le 53e corps de fusiliers, la 4e, la 96e (ru), la 260e (ru), la 273e (en) et la 323e division de fusiliers, le 225e régiment de réserve. Du 30 juillet, la 11e armée rejoint le front de Briansk et combat dans la bataille de Koursk. En décembre 1943, la 11e armée est dissoute, le personnel étant intégré dans d'autres armées soviétiques.

## Liste des commandants
- 1919 : Grigory Ordjonikidze
- 1921 : V.P. Raspopov,
- 1921 : J.P. Boutiaguine,
- 1921 : M.I. Vasailenko,
- 1921 : M.K. Levandovski
- 1921 : Anatoli Gekker

- 1939 : V. I. Morozov,
- 1939 : A. Kourtochkine,
- 1940 : A. I. Lopatine
- 1941 : I. Fediouninski.
- Pavel Alekseïevitch Kourotchkine commandant de Novembre 1942 à Mars 1943